# Thaleropia hypargyrea
Thaleropia hypargyrea là một loài thực vật có hoa trong Họ Đào kim nương. Loài này được (Diels) Peter G.Wilson miêu tả khoa học đầu tiên năm 1993.